# Ailano
Ailano (Ailàni nel dialetto locale) è un comune italiano di 1 129 abitanti della provincia di Caserta in Campania.

## Geografia fisica

### Territorio
Ailano si trova su una collina circondata da boschi. Ai piedi della collina su cui sorge, sgorgano varie sorgenti tra cui una di acqua acido-solfidrica. Quest'ultima sorgente di acqua calda ha alimentato le credenze secondo cui in epoca romana qui aveva sede un villaggio di nome Vulcano, di cui mancano però riscontri archeologici.

### Clima
Il clima è quello tipico dei comuni della pianura campana: l'estate è caratterizzata da caldo afoso, mentre l'inverno è mediamente freddo con rare nevicate.
| AILANO             | Mesi | Mesi | Mesi | Mesi | Mesi | Mesi | Mesi | Mesi | Mesi | Mesi | Mesi | Mesi | Stagioni | Stagioni | Stagioni | Stagioni | Anno |
| AILANO             | Gen  | Feb  | Mar  | Apr  | Mag  | Giu  | Lug  | Ago  | Set  | Ott  | Nov  | Dic  | Inv      | Pri      | Est      | Aut      | Anno |
| ------------------ | ---- | ---- | ---- | ---- | ---- | ---- | ---- | ---- | ---- | ---- | ---- | ---- | -------- | -------- | -------- | -------- | ---- |
| T. max. media (°C) | 12,6 | 13,4 | 16,1 | 19,9 | 24,1 | 28,7 | 31,5 | 31,4 | 28,0 | 22,7 | 18,0 | 14,6 | 13,5     | 20,0     | 30,5     | 22,9     | 21,8 |
| T. min. media (°C) | 6,6  | 6,9  | 9,0  | 11,5 | 14,8 | 18,9 | 21,2 | 21,2 | 18,8 | 14,9 | 11,3 | 8,5  | 7,3      | 11,8     | 20,4     | 15,0     | 13,6 |

## Storia
Il territorio comunale di Ailano è stato abitato fin dal neolitico come hanno testimoniato alcuni sporadici rinvenimenti archeologici. Lo storico Filippo Cluverio nelle sue ricerche menziona il villaggio romano di Aebutianum ma non ci sono tracce archeologiche al riguardo.
La Tabula Peutingeriana riporta nella sua "pars VII" il villaggio di Ebutiana, a 9 miglia romane a nord di Adlefas (l'attuale Alife) e a sud di Cluturno (fra Capriati a Volturno e Monteroduni) a est della catena montuosa dell'Appennino campano. Queste indicazioni incrociate sembrano avvalorare l'identificazione, almeno grossolana, fra l'attuale Ailano e l'antica Aebutianum.
Con l'arrivo dei Normanni nasce il borgo fortificato, denominato nelle carte prima Athilanum e poi Aylanum, che gravitava nell'area di influenza della contea normanna di Alife.
Fu feudo degli Aquino (1229), dei De Arguth (1266), dei De Fossis (1285), dei Rapa (1320) e dei Gualando (o Galardo, 1536). Le ultime famiglie di feudatari che tennero Ailano furono i Carafa, i De Penna, i Mattei per acquisto del 21-12-1671 (notaio Giovanni Antonio de Blasio di Napoli), i Carbonelli e, infine, i Rajola Pescarini (dal 1733).
Con l'eversione della feudalità la commissione feudale attribuì al comune il possesso dei monti Cimogna e Coppola.
Durante la seconda guerra mondiale i tedeschi si trincerarono dietro alle colline Cerrito e Calégna, ove contennero per giorni l'avanzata americana. La popolazione, temendo il peggio, abbandonò il paese rifugiandosi sulle montagne. Dopo un ripetuto cannoneggiamento l'esercito statunitense entrò ad Ailano il 28 ottobre 1943.
Nel 1927 fu aggregato alla provincia di Benevento; nel 1945 tornò alla ricostituita provincia di Caserta.

### Simboli
Lo stemma e il gonfalone sono stati concessi con DPR del 14 maggio 2001.
Il gonfalone è un drappo di giallo.

## Monumenti e luoghi d'interesse
Il centro storico conserva una struttura tipicamente medievale con stradine strette e tortuose che hanno origine dal poderoso castello medievale, dotato ancora oggi di una possente torre circolare con base scarpata.
La chiesa parrocchiale di San Giovanni apostolo ed evangelista è risalente al XII secolo, anche se è stata più volte rimaneggiata. L'interno ha una pregevole volta cassettonata di fattura moderna che, in occasione dell'ultimo restauro ha sostituito lo storico "cielo trapunto di stelle".
In campagna vi sono i ruderi dell'antico monastero di Santa Maria in Cingla, fondato nell'anno 748 o 750 dal Duca di Benevento Gisolfo II e sua moglie Scauniberga per ospitare le fanciulle figlie degli adelingi, nobili longobardi. Fu raso al suolo dai saraceni nell'847 e nel 943, anno in cui le monache si trasferirono a Capua e il complesso passò all'abbazia di Montecassino che, tramite l'abate Gerardo, provvide e ricostruire la chiesa.

## Società

### Evoluzione demografica
Abitanti censiti

### Etnie e minoranze straniere
Secondo i dati ISTAT al 31 dicembre 2010 la popolazione straniera residente era di 36 persone. Le nazionalità maggiormente rappresentate in base alla loro percentuale sul totale della popolazione residente erano:
- Romania 20 1,42%

## Infrastrutture e trasporti

### Strade
Il comune è interessato dalla strada statale 158 della Valle del Volturno e dalle strade provinciali 83 (Ailano - Valle Agricola), 96 (di Vairano Patenora), 149, 207, 274 e 281.

## Amministrazione
Di seguito l'elenco dei sindaci da quando è presente l'elezione diretta del sindaco da parte dei cittadini (cioè 1995):
| Periodo        | Periodo        | Primo cittadino  | Partito                | Carica  | Note   |
| -------------- | -------------- | ---------------- | ---------------------- | ------- | ------ |
| 23 aprile 1995 | 13 giugno 1999 | Arturo Manera    | Lista civica di centro | Sindaco | [ 16 ] |
| 13 giugno 1999 | 12 giugno 2004 | Arturo Manera    | Lista civica           | Sindaco | [ 17 ] |
| 12 giugno 2004 | 7 giugno 2009  | Mario Lanzone    | Palma Pacis            | Sindaco | [ 18 ] |
| 7 giugno 2009  | 25 maggio 2014 | Mario Lanzone    | Palma Pacis            | Sindaco | [ 19 ] |
| 26 maggio 2014 | 27 maggio 2019 | Vincenzo Lanzone | Insieme per Ailano     | Sindaco | [ 20 ] |
| 27 maggio 2019 | 10 giugno 2024 | Vincenzo Lanzone | Insieme per Ailano     | Sindaco |        |

### Gemellaggi
- San Giovanni la Punta, dal 22 luglio 2012[21]